# Pampa (Teksas)
Pampa – miasto w Stanach Zjednoczonych, w stanie Teksas, w hrabstwie Gray. Według spisu w 2020 roku liczy 16,9 tys. mieszkańców. 
8 czerwca 1995 roku w przemysłową część miasta uderzyło tornado o sile F4, niszcząc lub uszkadzając 200 domów i 50 firm, oraz powodując straty o wartości 30 milionów dolarów.